# Moment to Moment
Moment to Moment (também conhecido como Two Tons of Turquoise to Taos) é um filme underground americano de 1975, dirigido por Robert Downey, Sr .
Trata-se de uma estória quase surreal, uma visão pessoal do diretor, que inclui um jogo de basebol a cavalo, dois velhos brigando pela honra de uma de suas irmãs, e um jovem comendo roupas íntimas para o jantar. O filme nao segue uma ordem cronológica, sendo semelhante a uma montagem de fragmentos, de diversas épocas e locais. Alguns atores interpretam diversos papéis, como Elsie Downey (mulher de Robert Downey, Sr.), que interpreta mais de 20 personagens diferentes.[carece de fontes?]

## Elenco
- Leonard Buschel... Smooth
- Elsie Downey... Diversos
- Michael Sullivan... Check Suit
- Seymour Cassel... Wise Guy (sem créditos)
- Robert Downey Jr.... (Não-creditado)
- Allyson Downey... (Não-creditado)
- Lawrence Wolf... Diversos (Não-creditado)